# Elçin Afacan
Elçin Afacan (Estambul, 25 de enero de 1991) es una actriz y modelo turca, conocida por interpretar el papel de Melek "Melo" Yücel en la serie Love is in the air (Sen Çal Kapımı).

## Biografía
Elçin Afacan nació el 25 de enero de 1991 en Estambul (Turquía), desde temprana edad mostró inclinación por la actuación.

## Carrera
Elçin Afacan, después de completar sus estudios en el Mimar Sinan Fine Arts University State Conservatory, experimentó por primera vez la emoción de la cámara con su actuación en la obra de competencia Görevimiz Komedi, transmitida por Fox en 2016. Después de la competencia, experimentó su primera serie de televisión interpretando al personaje Gülçin en la serie İçerde,tecavüz romanı que se emitió en Show TV en el mismo año. En 2016 y 2017 interpretó el papel de Sena en la serie Aşk Laftan Anlamaz.
En 2017 interpretó el papel de una colegiala sentada en la cola en la serie Deli Gönül, que se emitió en Fox. De 2017 a 2020 interpretó el papel de Ceren en la serie Kadin. En 2019 interpretó el papel de Öğrenci en la serie Deli Gönül. Posteriormente, comenzó a lograr un gran éxito en la serie Bir Aile Hikayesi con el personaje de Beste Güneş.
En 2020 y 2021 interpretó al personaje Melek "Melo" Yücel en la serie Love is in the air (Sen Çal Kapımı), transmitida por Fox. En 2021 interpretó el papel de empleada en la película Dört duvar dirigida por Bahman Ghobad.
En 2022 ocupó el papel de Gamze en la película dirigida por Yardımcı Karakter Benden Ne Olur, que fue su primera experiencia cinematográfica. Además de actuar, sigue participando en escenarios teatrales. En el mismo año protagonizó la serie Seni Kalbime Sakladim, en el paped de Reyhan Korkmaz). También en 2022 interpretó el papel de Meryem Yılmaz en la serie Çöp Adam.

## Filmografía

### Cine
| Año  | Título         | Personaje     | Director          |
| ---- | -------------- | ------------- | ----------------- |
| 2021 | Dört duvar     | Office Worker | Bahman Ghobadi    |
| 2022 | Benden Ne Olur | Gamze         | Yardımcı Karakter |

### Televisión
| Año       | Título                              | Personaje          | Notas        |
| --------- | ----------------------------------- | ------------------ | ------------ |
| 2016      | Gorevimiz Komedi                    | Elçin              |              |
| 2016      | İçerde                              | Gülçin             | 4 episodios  |
| 2016-2017 | Aşk Laftan Anlamaz                  | Sena               | 31 episodios |
| 2017      | Deli Gönül                          | Öğrenci            | 2 episodios  |
| 2017-2020 | Kadin                               | Ceren              | 80 episodios |
| 2019      | Bir Aile Hikayesi                   | Beste Günes        | 18 episodios |
| 2020-2021 | Love is in the air (Sen Çal Kapımı) | Melek "Melo" Yücel | 52 episodios |
| 2022      | Seni Kalbime Sakladim               | Reyhan Korkmaz     | 7 episodios  |
| 2022      | Çöp Adam                            | Meryem Yılmaz      | 1 episodio   |